# Raufaser

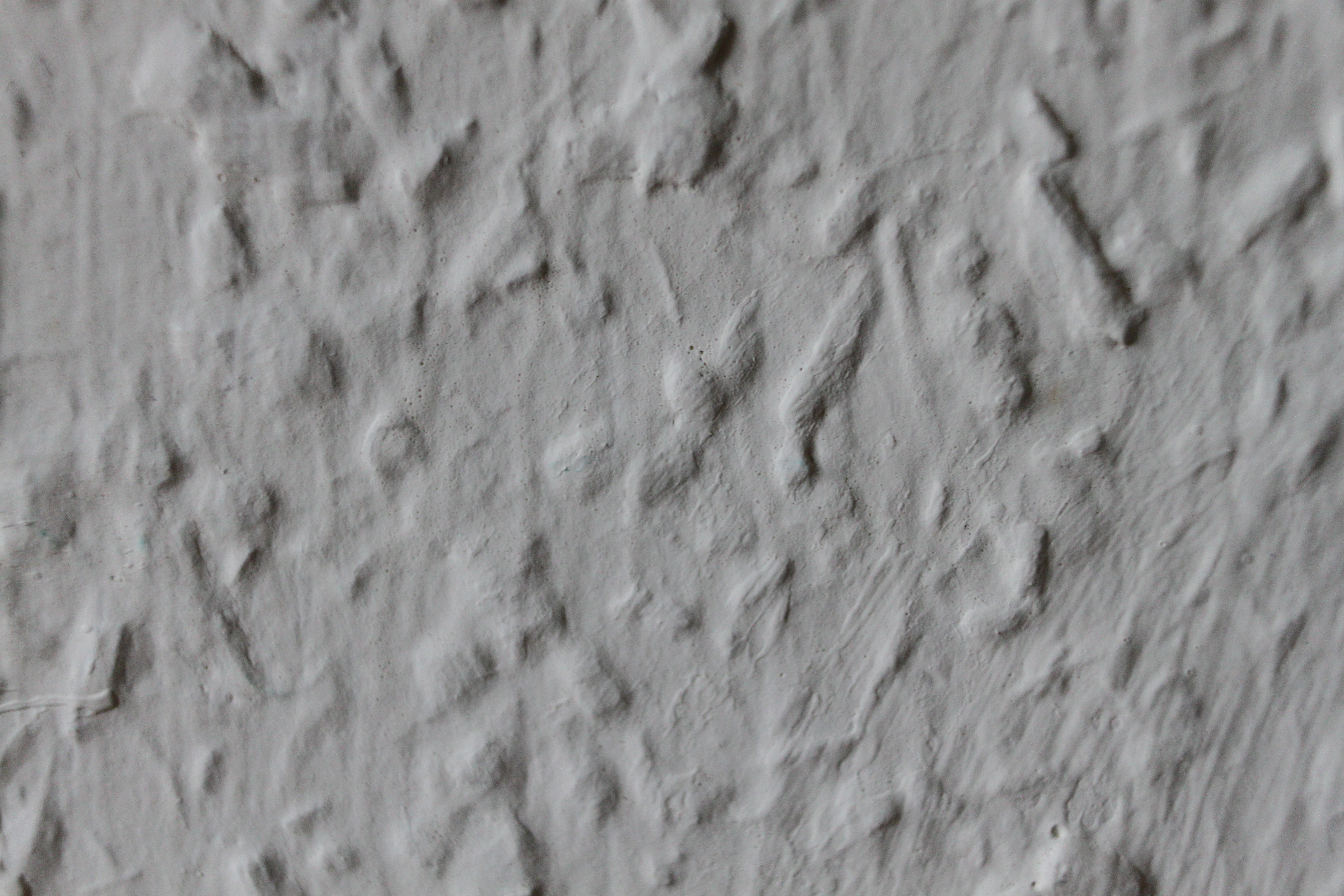
Raufasertapete (weiß gestrichen)

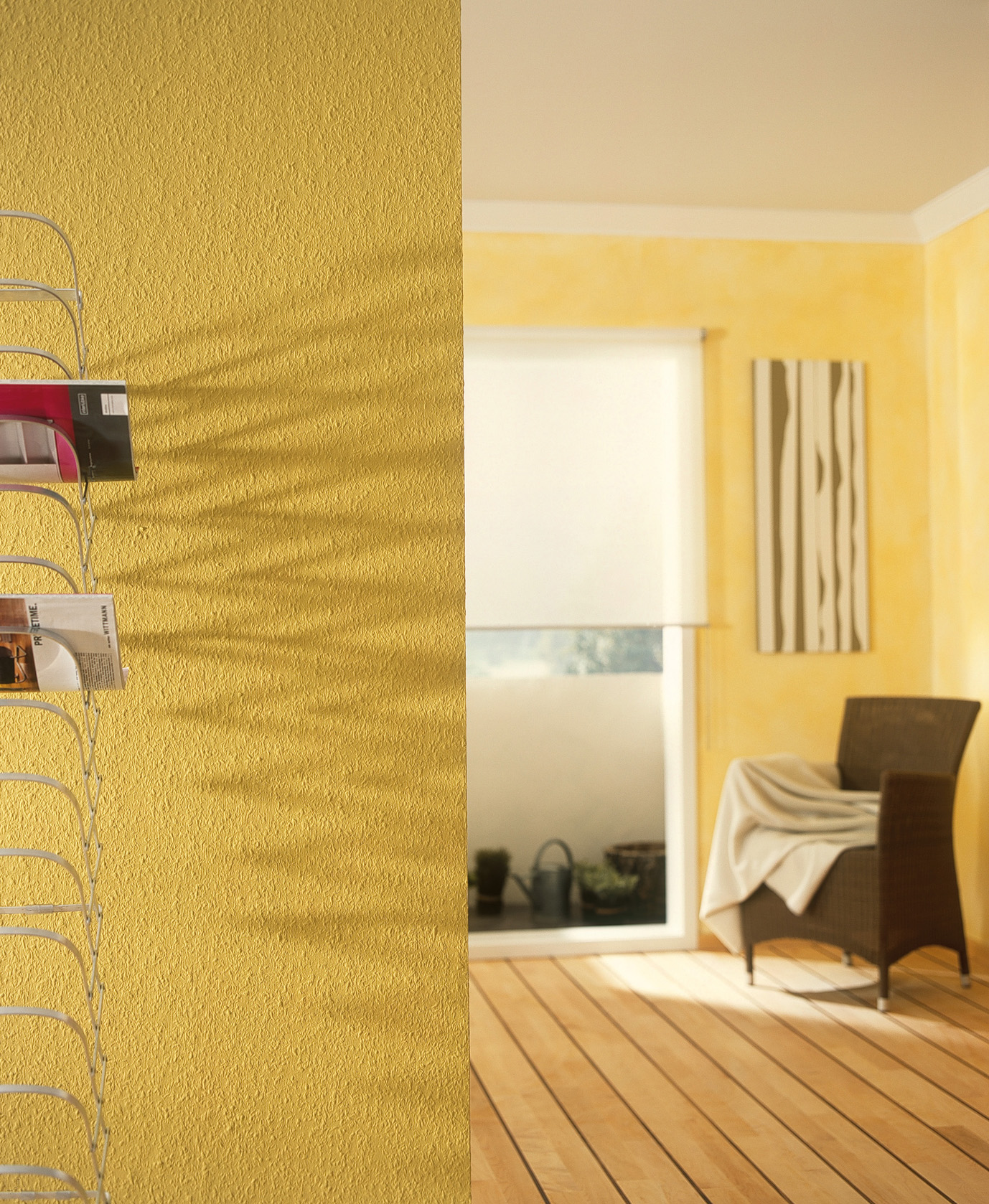
Anwendungsbeispiel: Raufaser in einem Wohnraum

Raufaser (vor der Reform der deutschen Rechtschreibung von 1996 und heute noch als nicht geschützter Handelsname des Erfinders und Herstellers: Rauhfaser) ist eine Form der Tapete mit einer ungleichmäßig strukturierten – also „rau(h)en“ – Oberfläche. Sie wurde 1864 von dem Apotheker Hugo Erfurt (1834–1922) unter dem Namen „Rauhfaser“ erfunden. Zuerst diente sie als Dekorationspapier für Schaufenster und als Basispapier für Leimdrucktapeten. In der sogenannten Bauhauszeit der 1920er Jahre begann man, sie als Tapete bei der Innenraumgestaltung einzusetzen.
Hugo Erfurt war ein Enkel des Papiermachers Friedrich Erfurt, der 1827 das Unternehmen Erfurt & Sohn in Wuppertal gegründet hatte, das heute weltweit der größte Produzent von überstreichbaren Tapeten ist und nach wie vor seinen Firmensitz in Wuppertal hat.
Die Raufasertapete ist, gemessen an den Verkaufszahlen, der am meisten verbreitete Wandbelag in Deutschland.

## Geschichte
Früher wurden Wände mit Kalk- oder Leimfarbe gestrichen, die bei jeder Renovierung abgewaschen werden musste. Dann kam man auf die Idee, zwischen Farbe und Wand einen Papierbelag aufzukleben, damit man nur die Tapete zu entfernen brauchte, um die Farbe ebenfalls zu entfernen. Nachdem Erfurt & Sohn bereits 1864 eine „Rauhfasertapete“ zur Schaufensterdekoration entwickelt hatte, etablierte sich diese in den 1920er Jahren dann als eine gute und universelle Wandbekleidung. Durch ihre Struktur überdeckt sie Unebenheiten der Wand, die sich vor allem in Altbauten durch alte, teilweise abgeblätterte Farbanstriche auf dem Putz, Risse oder Reparaturstellen häufig finden. Ihre Beliebtheit verdankt die Raufaser vor allem den geringen Renovierungskosten, ihrer Robustheit und ihrer leichten Verarbeitbarkeit. Zudem ist sie bei Verwendung entsprechender Kleister und Wandfarben gesundheitlich unbedenklich. Bei der Herstellung wird größtenteils Recyclingpapier verwendet und weitestgehend auf PVC, Weichmacher und Lösungsmittel verzichtet. Seit 2007 werden Raufasersorten angeboten, die sich laut TÜV-Siegel auch für Allergikerhaushalte eignen. Seit ihrer Einführung 2009 sind mit „Rauhvlies-Design“ auch Wellen- und Streifenmuster mit Raufaserstruktur realisierbar.

## Eigenschaften

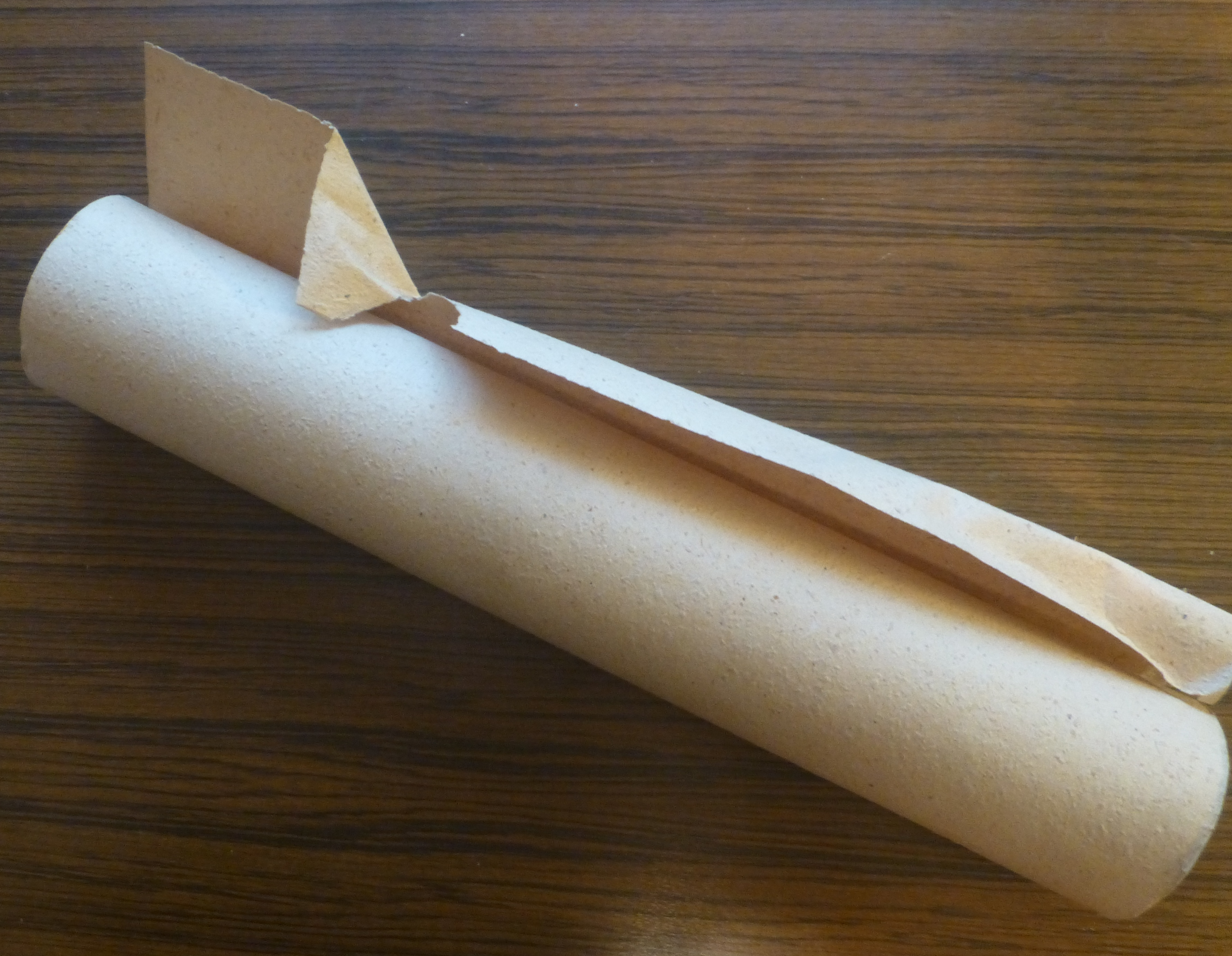
Eine Rolle handelsüblicher Raufasertapete

### Aufbau
Raufaser besteht mindestens aus zwei Papierschichten, in die strukturbildende Holzfasern eingearbeitet sind, durch welche die Körnung entsteht.
Qualitativ hochwertige Raufasertapete besteht in der Regel aus drei Papierschichten, wobei die oberste Papierschicht optikgebend wirkt und ein Ablösen bei der Verarbeitung verhindern soll. Je nach Körnungsgrad der Holzfasern entstehen so feine, mittlere und grobe Strukturen.

### Verarbeitung

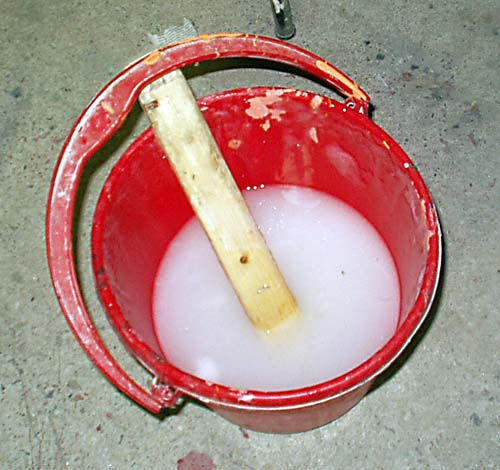
Frisch angesetzter Tapetenkleister in einem Eimer.

Raufaser wird, wie jede andere Tapete, rückseitig mit Tapetenkleister eingestrichen. Hilfreich ist dabei die Ablage auf einem Tapeziertisch. Mitunter wird zusätzlich eine sogenannte Tapeziermaschine oder Tapezierwalze verwendet, auch Kleistermaschine oder -gerät genannt, durch welche der Kleisterauftrag besonders gleichmäßig und rationell gelingen soll. Nach dem Zusammenlegen der eingekleisterten Bahnen müssen diese eine gewisse Zeit einweichen, bevor sie an die Wände (oder Decken) geklebt werden, wo sie sich beim Trocknen spannen.
Bei der sogenannten „Vlies-Raufaser“ entsteht die Struktur wie beim klassischen Original aus Holzspänen. Der Wandbelag kann jedoch direkt von der Rolle an die eingekleisterte Wand tapeziert werden. Zuschneiden, Zusammenkleben und Einweichen sind nicht mehr notwendig. Allerdings spannt sich diese Tapetenart beim Trocknen an der Wand nicht, weswegen sie für unebene Wände nicht so gut geeignet ist. Wie bei Vlies-Materialien üblich, können diese im Renovierungsfall auch wieder ohne Hilfsmittel trocken von der Wand abgezogen werden.

### Renovierung
Bei einer Renovierung ist der Tapetenbelag mehrfach überstreichbar und braucht nicht vollständig ersetzt zu werden. Ein grobkörniger Wandbelag kann zudem öfter überstrichen werden, da seine Körnung (Struktur) länger sichtbar bleibt. Verwendet man spezielle Grundierungen vor dem Tapezieren, lassen sich Raufasertapeten trocken abziehen. Traditionell werden sie jedoch, wie andere Tapeten auch, durchfeuchtet. Der wasserlösliche Kleister wird beim Befeuchten weich und die Tapete kann, mehr oder weniger gut, vom Untergrund entfernt werden. Wurde die Raufaser mit wasserundurchdringlicher Latexfarbe beschichtet, ist eine vorherige Perforation erforderlich.
Mit Etablierung von Vliestapeten gibt es Raufaser mittlerweile auch als Vliesvariante.

### Entsorgung
Da Raufasertapeten unterschiedliche Fasern enthalten und oft chemisch behandelt wurden, damit sie schwer entflammbar sind, können sie nicht im Altpapier entsorgt werden. Tapetenreste oder abgelöste Tapeten müssen entweder als Restmüll oder direkt beim Wertstoffhof entsorgt werden.

## Rezeption
Raufasertapete gilt in Deutschland teilweise als „spießig“ und als „Erinnerung an den Mief der Vergangenheit“. Als Ursache des Klischees vermutete der Raufaser-Hersteller Henrik Erfurt die gewollte Überwindung einer Nachkriegs-Nothilfe: „Nach dem Krieg (…) da waren die Wände krumm und die Baustoffe knapp. Fast umsonst dagegen waren Arbeitskraft und Raufaser. Mit ihrer amorphen Struktur sei die Tapete ein Allheilmittel gewesen, kaschierend, egalisierend. Und jeder Handwerker kriegte sie ‚wuppwuppwupp‘ an die Wand. Genau daher komme vielleicht auch die Abneigung: ‚Die Raufaser verzeiht alles und kostet wenig.‘“
Die Raufasertapete gilt auch in England als Inbegriff des Kleinbürgertums und zieht sich leitmotivisch durch die 1995 erschienene Single Disco 2000 der englischen Popband Pulp (Your house was very small / With woodchip on the wall).
Die Autorin und Künstlerin Simone Scharbert verarbeitet Stücke von Raufasertapeten in Textarbeit mit Kindern zu sogenannten Raufasertexten, in denen „neue Gedichte und kleine Geschichten“ geschaffen werden.
Bernd das Brot, die notorisch schlecht gelaunte Figur des deutschen Kinderkanals KIKA, starrt am liebsten Raufasertapete an und macht sich auf vielfältige Weise über mit der Tapete verbundene Klischees lustig.